# Coenobius collaris
Coenobius collaris es un coleóptero de la familia Chrysomelidae.
Fue descrita científicamente en 1996 por Kimoto.